# Georg Friedrich Meier
Georg Friedrich Meier (Halle, 26 marzo 1718 – Halle, 21 giugno 1777) è stato un filosofo e teologo tedesco.
Studiò filosofia e teologia presso l'Università di Halle, dove fu allievo e successore di Alexander Gottlieb Baumgarten. Si interessò anche di argomenti di Estetica.
Viene considerato come uno dei fondatori dell'ermeneutica. A differenza della tradizione precedente che riservava l'ermeneutica a un'analisi su i testi scritti, Meier si riferisce all'ambito più generale del segno inteso come «mezzo tramite cui può venir conosciuta la realtà di un'altra cosa».
I segni vengono suddivisi in "naturali", quelli che Dio ha messo nel mondo, "arbitrari" e "artificiali" cioè quelli creati dall'arbitrio dell'uomo con il linguaggio. I primi sono perfetti, in quanto rispecchiano la perfezione divina e non presentano alcuna ambiguità poiché sono stati «prodott[i] dall'azione divina e quindi conseguenza della scelta più saggia e della migliore volontà», mentre quelli artificiali che l'uomo crea a suo arbitrio devono essere interpretati. L'ermeneutica allora è «la scienza delle regole che devono essere osservate qualora si voglia conoscere il senso sulla base del discorso, ed esporlo agli altri». 
Meier affrontò anche il problema del pregiudizio (Vorurteil) nei suoi Beyträge zu der Lehre von den Vorurtheilen des menschlichen Geschlechts (Contributi alla dottrina dei pregiudizi del genere umano) dato per scontato che anche l'uomo istruito talora non riesce a identificare la verità mediante il Selbstdenken (letteralmente: "pensare da sé", cioè in maniera autonoma) e cade pertanto inevitabilmente nel pregiudizio. Pertanto,

## Opere principali
- Abbildung eines wahren Weltweisen; Gründliche Anweisung wie jemand ein neumodischer Weltweiser werden könne in einem Sendschreiben an einen jungen Menschen, (1745) ristampa con un'introduzione di Mirjam Reischert, Hildesheim, Georg Olms, 2007;
- 'Rettung der Ehre der Vernunft wider die Freygeister (1747) ristampa con un'introduzione di Björn Spiekermann, Hildesheim, Georg Olms, 2012;
- Anfangsgründe aller schönen Künste und Wissenschaften (3 voll., 1748-50) ristampa con un'introduzione di Michael Albrecht, Hildesheim, Georg Olms, 2015;
- Vernunftlehre (1752) ristampa con un'introduzione di Riccardo Pozzo, Hildesheim, Georg Olms, 2015;
- Auszug aus der Vernunftlehre (1752) ristampa Kessinger Publishing, 2009 (è il testo usato da Kant per le sue lezioni di logica)
- Metaphysik (4 voll., 1755-69) ristampa con una prefazione di Michael Albrecht, Hildesheim, Georg Olms, 2007;
- Philosophische Sittenlehre (5 voll., 1753-61) ristampa con una prefazione di Michael Albrecht, Hildesheim, Georg Olms, 2007;
- Versuch einer allgemeinen Auslegungskunst (1757) ristampa Hamburg, Meiner, 1996;
- Allgemeine practische Weltweisheit (1764) ristampa Hildesheim, Georg Olms, 2006;
- Recht der Natur (1767) ristampa con un'introduzione di Dominik Recknagel, Hildesheim, Georg Olms, 2014.